# Rolf Klein (Politiker)
Rudolf „Rolf“ Klein (* 29. März 1942 in Münster; † 25. August 1986) war ein deutscher Politiker (CDU) und Rechtsanwalt.

## Ausbildung und Beruf
Rolf Klein besuchte das Gymnasium, das er mit dem Abitur 1963 abschloss. Im Anschluss belegte er ein Studium der Rechtswissenschaften an der Universität Münster. Die erste juristische Staatsprüfung legte er 1968 ab, die zweite juristische Staatsprüfung 1972. Danach arbeitete er als Rechtsanwalt. Im Februar 1982 übernahm er den Vorsitz des Sportvereins DJK Wacker Mecklenbeck.

## Politik
Rolf Klein war seit 1961 Mitglied der CDU. Seit 1968 war er Mitglied des Kreisvorstandes der CDU Münster. Von 1970 bis 1974 fungierte er als stellvertretender Kreisvorsitzender. Ratsherr der Stadt Münster wurde Klein 1975.
Rolf Klein war vom 28. Mai 1975 bis zum 29. Mai 1985 Mitglied des 8. und 9. Landtages von Nordrhein-Westfalen für den Wahlkreis 90 Münster-Stadt I bzw. für den Wahlkreis 99 Münster II.